# Mir Assadullah
 (mai 2022).
La mise en forme du texte ne suit pas les recommandations de Wikipédia : il faut le « wikifier ».
Les points d'amélioration suivants sont les cas les plus fréquents. Le détail des points à revoir est peut-être précisé sur la page de discussion.
- Les titres sont pré-formatés par le logiciel. Ils ne sont ni en capitales, ni en gras.
- Le texte ne doit pas être écrit en capitales (les noms de famille non plus), ni en gras, ni en italique, ni en « petit »…
- Le gras n'est utilisé que pour surligner le titre de l'article dans l'introduction, une seule fois.
- L'italique est rarement utilisé : mots en langue étrangère, titres d'œuvres, noms de bateaux, etc.
- Les citations ne sont pas en italique mais en corps de texte normal. Elles sont entourées par des guillemets français : « et ».
- Les listes à puces sont à éviter, des paragraphes rédigés étant largement préférés. Les tableaux sont à réserver à la présentation de données structurées (résultats, etc.).
- Les appels de note de bas de page (petits chiffres en exposant, introduits par l'outil «  Source ») sont à placer entre la fin de phrase et le point final[comme ça].
- Les liens internes (vers d'autres articles de Wikipédia) sont à choisir avec parcimonie. Créez des liens vers des articles approfondissant le sujet. Les termes génériques sans rapport avec le sujet sont à éviter, ainsi que les répétitions de liens vers un même terme.
- Les liens externes sont à placer uniquement dans une section « Liens externes », à la fin de l'article. Ces liens sont à choisir avec parcimonie suivant les règles définies. Si un lien sert de source à l'article, son insertion dans le texte est à faire par les notes de bas de page.
- La présentation des références doit suivre les conventions bibliographiques. Il est recommandé d'utiliser les modèles {{Ouvrage}}, {{Chapitre}}, {{Article}}, {{Lien web}} et/ou {{Bibliographie}}. Le mode d'édition visuel peut mettre en forme automatiquement les références.
- Insérer une infobox (cadre d'informations à droite) n'est pas obligatoire pour parachever la mise en page.

Pour une aide détaillée, merci de consulter Aide:Wikification.
Si vous pensez que ces points ont été résolus, vous pouvez retirer ce bandeau et améliorer la mise en forme d'un autre article.
 (mai 2022).
 (mai 2022).
Titre
11e Hazrat Ishaan des Naqshbandiennes
Sayyid Mir Assadullah Sadat est un homme d'état afghan .Il est le 12e chef suprême de l'islam sunnite Naqshbandi et membre du gouvernement afghan.Il est connu comme le pionnier afghan de la comptabilité.

## Biographie
Sayyid Mir Assadullah Sadat est le fils et successeur du Prince Sayyidienne (Mir) Afghan Sayyid Mir Muhammad Jan.Il a perdu son père à l'âge de 8 ans et a géré son héritage familial dès ce jeune âge.Il a commencé la comptabilité au milieu des années 60  et a par la suite occupé le poste de chef comptable dans divers ministères afghans[incompréhensible].Il devint plus tard ministre des Sports,.
Durant la guerre en Afghanistan, il s'est enfui aux États-Unis et dirige depuis lors l'ordre soufi Naqshbandi en tant que 12e chef suprême héréditaire Naqshbandienne. Il a épousé Sayyida Bibi Sameera Begum et ils ont eu trois fils et deux filles[réf. nécessaire].
Son neveu Sultan Masood Dakik un lobbyiste est le treizième chef suprême héréditaire de l'islam sunnite Naqshbandi[réf. nécessaire].
Le petit-fils aîné de Mir Assadullah envers sa fille Sayyida Nargis qui est épouse avec Sultan Masood Dakik est Le Prince Sayyid Raphael Dakik, Lobbyiste et quatorzième chef suprême héréditaire de l'islam sunnite Naqahbandi.

## Littérature
Souvenir de Hazrat Ishan (Généalogie de la famille Hazrat Isan) (Auteur et chercheur : Muhammad Yasin Qasfari Naqshbandi Company : Tolimat Naqshbandi Administration Lahore)
David William Dummel : Une bénédiction oubliée : Khawaja Khwand Mahmood Naqshbandi en Asie centrale et en Inde moghole. Ed : Université Duke. Université de microfilm, Durham, Caroline du Nord, États-Unis 1994.